# Chinpui
Chinpui (チンプイ Chinpui) là một bộ truyện tranh Nhật Bản Fujiko Fujio sáng tác từ năm 1985 đến năm 1991. Sau đó, bộ truyện được chuyển thành phim hoạt hình được công chiếu vào ngày 2 tháng 11 năm 1989. Câu chuyện kể về một chú chuột đến từ hành tinh Maar đến để giúp một cô bé lười biếng và hậu đậu tên là Kasuga Eri. Tên truyện lấy theo lối
chơi chữ cho câu Chichin Puipui (ちちんぷいぷい Chi-chin puipui). Tại Việt Nam, truyện còn có tên khác là Chú Chuột Chinba.

## Nội dung
Chinpui (có thể nói là một chú chuột khá giống với Doraemon ở nhiều điểm) là chuột đến từ hành tinh khác để tìm vợ cho hoàng tử Lulealv. Kasuga Eri là người được lựa chọn và Chinpui có nhiệm vụ phải chăm sóc và thuyết phục cô ấy lên hành tinh Maaru (Mahl). Nhưng đôi lúc Chinpui đã vô tình giúp cô ấy gắn chặt tình cảm hơn với anh bạn Trái Đất Uchiki Shō mà Eri thích. Rắc rối xảy ra từ đây và Chinpui trở thành tâm điểm của cuộc chiến giành tình yêu giữa Trái Đất và hành tinh lạ.

## Phân vai
- Hori Junko vai Chinpui
- Hayashibara Megumi vai Kasuga Eri
- Nakamura Daiki vai Oeyama
- Nagai Ichirô vai Gokakui
- Yanami Jouji vai Wanderyu
- Yamaguchi Kappei vai Unaki Nuruo
- Tomiyama Kei vai Kobiuri
- Ogata Kenichi vai Suberusuki Fukuwauchi
- Okamoto Maya vai Ririn
- Itou Miki vai Sayaka
- Ukai Rumiko vai Dalursa
- Nakao Ryusei vai Majiroo
- Miyuki Sanae vai Hotaru

## Phim hoạt hình
Loạt phim hoạt hình được Shin-Ei Animation sản xuất và phát sóng trên TV Asahi từ 2 tháng 11 năm 1989 đến 18 tháng 4, 1991. Khung giờ phát sóng là từ 19：30～20：00 thứ năm hàng tuần mỗi tập 30 phút
| Quốc gia | Kênh                | Tiêu đề  |
| -------- | ------------------- | -------- |
| Nhật Bản | TV Asahi            | チンプイ |
| châu Á   | Disney Channel Asia | Chimpui  |
| Ấn Độ    | Hungama TV          | Chimpui  |
| Hàn Quốc | Tooniverse          | Chimpui  |